# روسو فيورينتينو

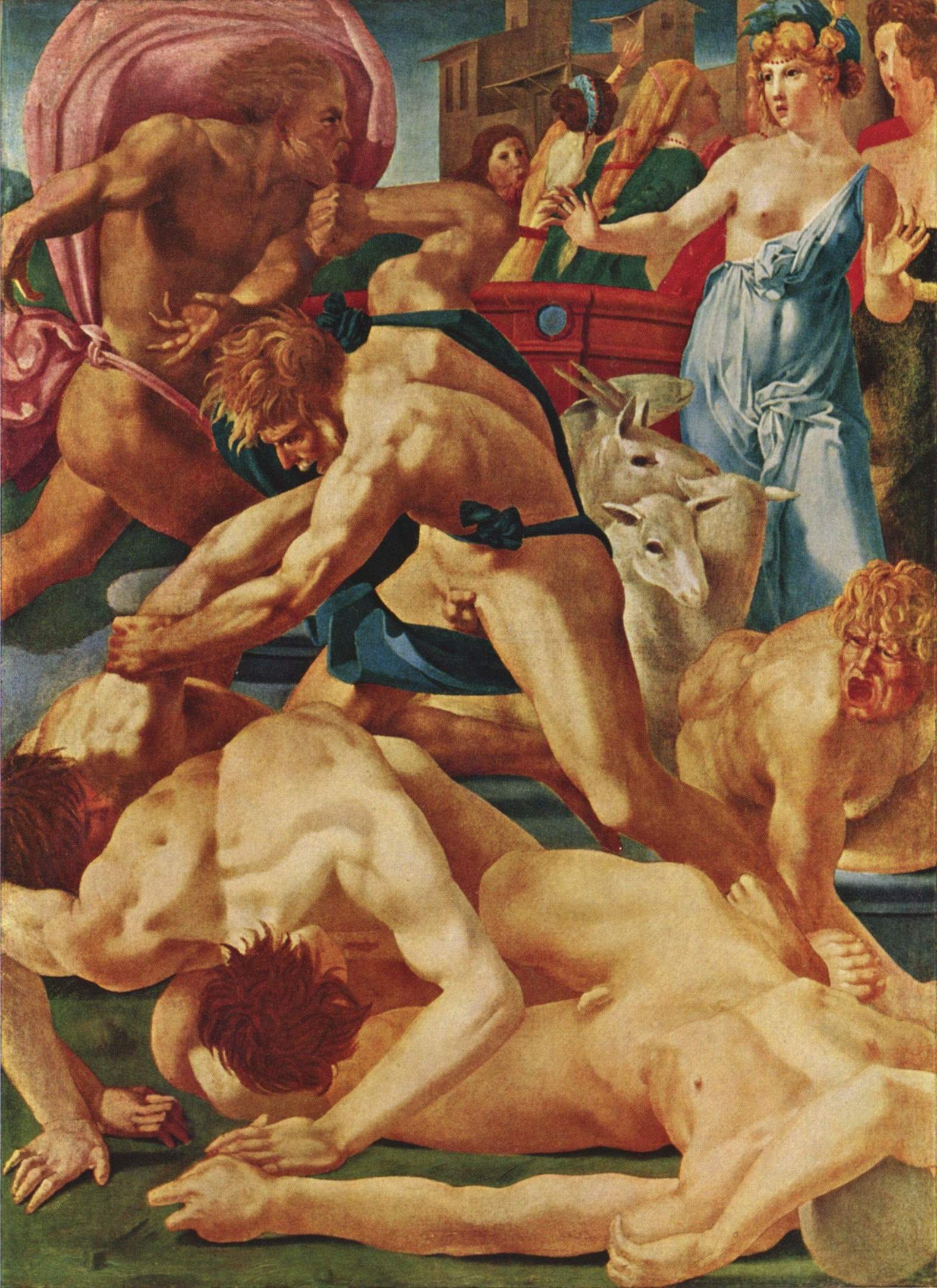
موسى مدافعًا عن بنات شعيب (تقريبًا 1523) في الأوفيزي في فلورنسا.

جيوفاني باتيستا دي ياكوبو (بالإيطالية: Giovanni Battista di Jacopo)‏ (1494-1540)، المعروف باسم روسو فيورينتينو (أي «الفلورنسي الأحمر» باللغة الإيطالية) أو إل روسو. هو رسام أسلوبي إيطالي في مجال اللوحات الزيتية والجصية، وينتمي إلى المدرسة الفلورنسية.

## روابط خارجية
- روسو فيورينتينو على موقع الموسوعة البريطانية (الإنجليزية)
- روسو فيورينتينو على موقع ميوزك برينز (الإنجليزية)
- روسو فيورينتينو على موقع ديسكوغز (الإنجليزية)